# It’s My Life (песня Dr. Alban)
«It’s My Life» (с англ. — «Это моя жизнь») — сингл шведского музыканта Dr. Alban из альбома One Love.
Выпущенная в 1992 году, композиция стала хитом во многих европейских странах, заняв первые строчки чартов в Швеции, Австрии, Германии, Италии, Нидерландах, Бельгии, а также вторую позицию в Великобритании. Во Франции песня покоряла чарт дважды: в 1992 году и в 1993, после фигурирования в рекламе женских гигиенических средств.
В 2013 и 2014 годах ремикс «It’s My Life» был использован в немецком телевизионном сериале «Köln 50667» и подарил песне вторую жизнь в чартах Германии.
Песня также звучит в фильме «Игра со смертью».

## Список композиций
| №                   | Название                        | Длительность |
| ------------------- | ------------------------------- | ------------ |
| 1.                  | «It's My Life» (Radio Edit)     | 4:00         |
| 2.                  | «It's My Life» (Extended)       | 7:43         |
| 3.                  | «It's My Life» (Extended Radio) | 7:03         |
| Общая длительность: | Общая длительность:             | 18:46        |

## Чарты
| Страна     | Чарт                                          | Позиция |
| ---------- | --------------------------------------------- | ------- |
| Австралия  | ARIA Charts                                   | 43      |
| Германия   | Media Control Charts                          | 1       |
| Нидерланды | Mega Top 100                                  | 1       |
| Франция    | Syndicat National de l’Édition Phonographique | 13      |
| Швейцария  | Schweizer Hitparade                           | 2       |
| Швеция     | Sverigetopplistan                             | 1       |

## Сертификации
| Дата | Страна   | Значение    | Всего продано |
| ---- | -------- | ----------- | ------------- |
| 1993 | Австрия  | платиновый  | 30 000        |
| 1992 | Германия | платиновый  | 500 000       |
| 1993 | Франция  | серебряный: | 125 000       |